# 徐鑑銘
徐鑑銘，江西省南昌府義寧州人，清朝政治人物、進士出身。
光緒六年（1880年），参加庚辰科殿試，登進士二甲第118名。同年五月，著分部學習。